# Тамарин чорноспинний
Тамарин чорноспиний (Saguinus nigricollis) — вид широконосих приматів родини ігрункові (Callitrichidae). Вид поширений у тропічних лісах Амазонії на заході Бразилії, на сході Перу та Колумбії. Тіло чорного забарвлення завдовжки 15-28 см, хвіст — 27-47 см. Пересувається на чотирох кінцівках або здійснює стрибки з гілки на гілку. Живуть родинами, що складається з самця, самиці та 1-2 молодих особин. Вагітність триває 140–150 днів. Самиця народжує двійню. Тамарин чорноспинний живиться фруктами, деревним соком, нектаром та комахами.